# Palaeocastor
Palaeocastor ('castor antiguo') es un género extinto de castor que vivió en las tierras baldías de Norteamérica durante el período Oligoceno inferior.

## Hábitat

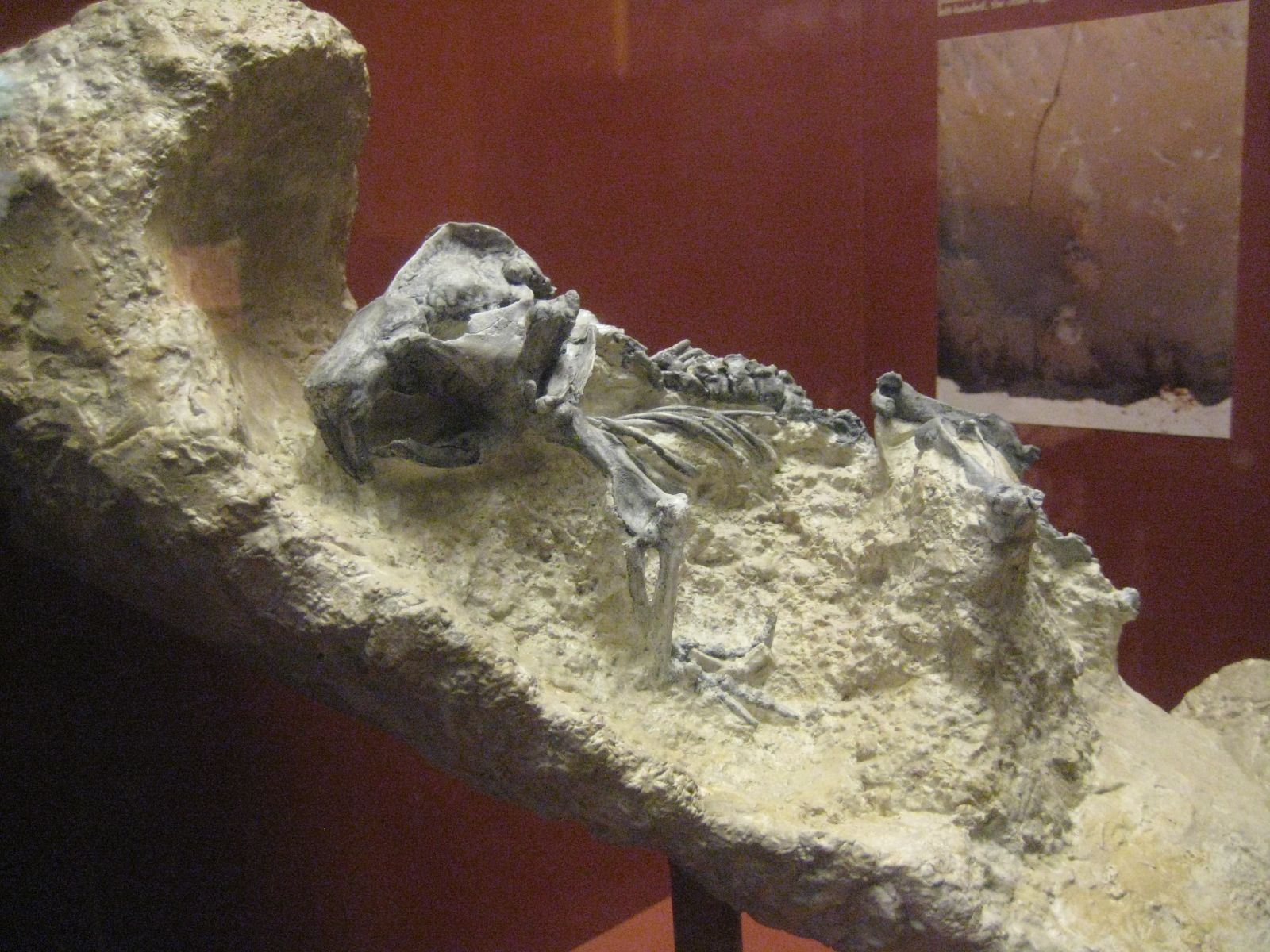
Palaeocastor fossor

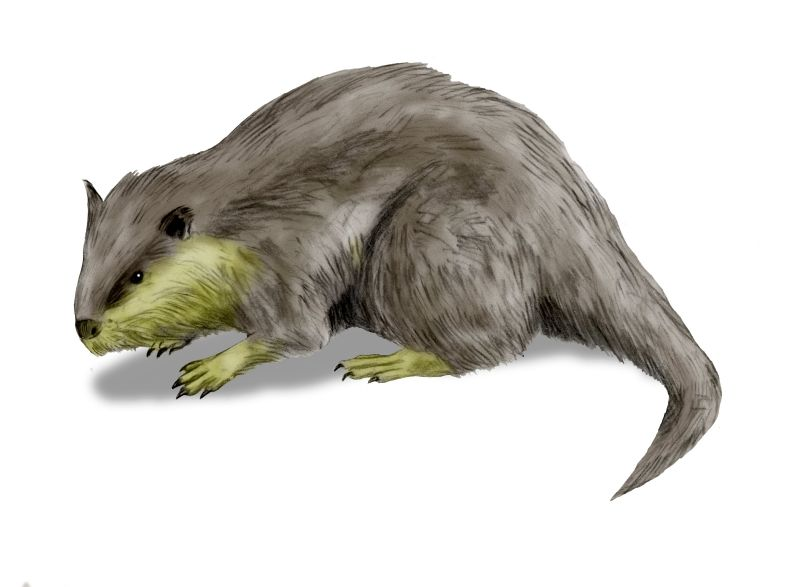
Palaeocastor peninsulatus

Esta criatura hacía madrigueras en forma de tirabuzón y túneles. Como muchos castóridos primitivos, Palaeocastor era mayormente un animal terrestre de madriguera en vez de ser semiacuático. La evidencia fósil sugiere que pudo haber vivido en grupos familiares como los castores modernos y empleaba una estrategia reproductiva K en vez de la usual estrategia r de muchos roedores.

## "Tirabuzones del diablo"
El descubrimiento de Palaeocastor surgió del descubrimiento de los llamados tirabuzones del diablo en las planicies del territorio Sioux, Nebraska, como formaciones en forma de hélice del tamaño de un árbol. La forma básica de estos es una alargada espiral de tierra endurecida que se inserta dentro del suelo con una profundidad de 3 metros. Estas desconcertantes estructuras fueron llevadas al conocimiento científico a través del dr. E. H. Barbour de la Universidad de Nebraska alrededor de Harrison, Nebraska, en 1891 y 1892. Entonces él los describió como esponjas de agua dulce gigantes. Esta identificación fue influida por los alrededores  donde las hélices estaban situadas: los depósitos en que estas aparecen yacían en inmensos lagos de agua dulce en el Mioceno, hace 20 millones de años. También por un tiempo, algunos creyeron que las formas en espiral eran algún curioso tipo de vegetación extinta, aunque también muchos permanecieron escépticos.
En 1893, el dr. Thomas Barbour propuso que estas estructuras eran las madrigueras de un roedor grande, y latinizó su nombre creando el género de icnofósil Daimonhelix o Daimonelix o también Daemonelix (se han empleado todas estas formas) y las clasificó por forma y tamaño.

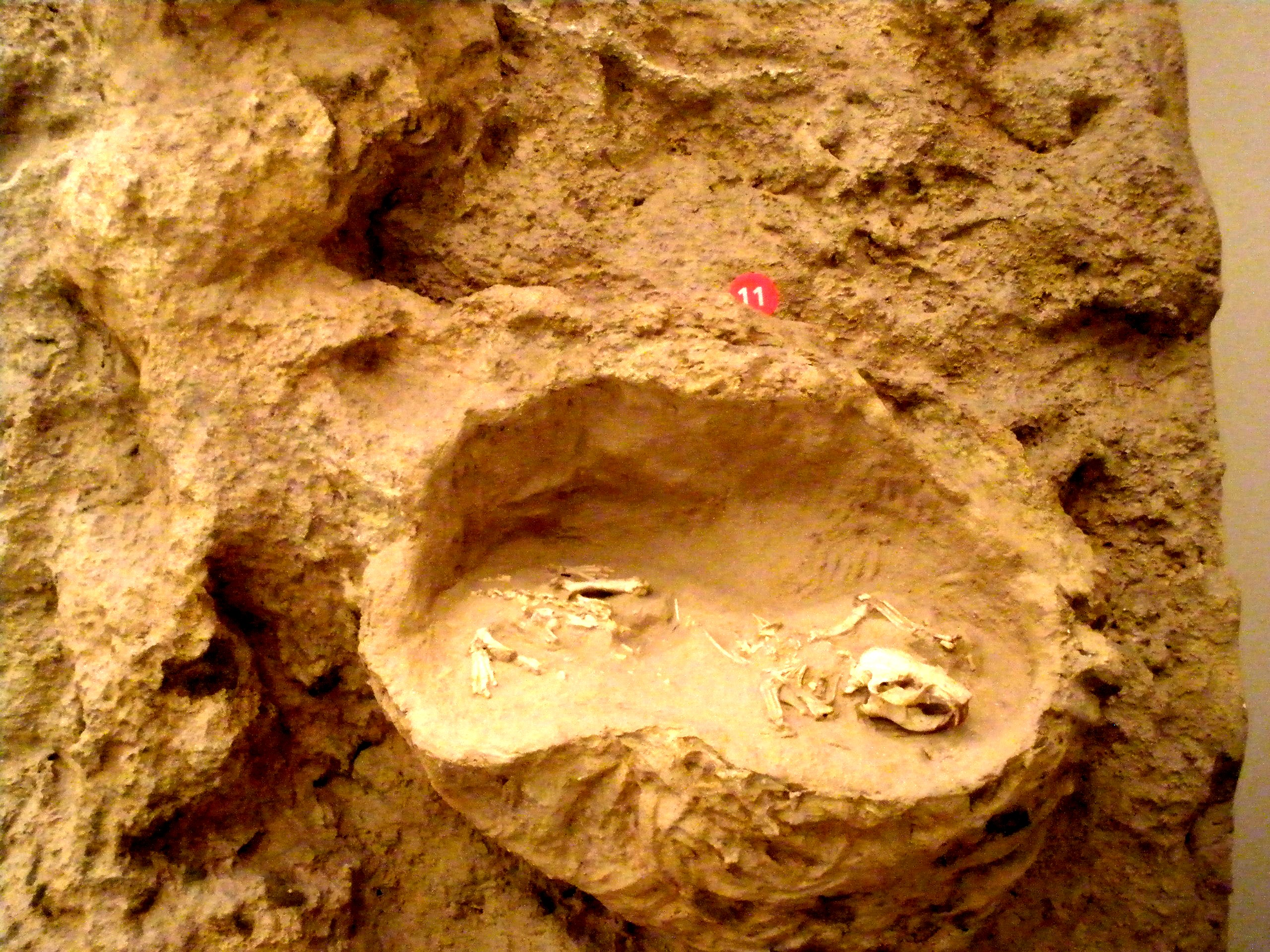
Palaeocastor fossor

La disputa sobre su verdadera identidad cesó cuando se halló un castor fosilizado en una de estas. Y las marcas de arañazos que previamente se malinterpretaron como marcas de garras son también evidencia de la existencia de un método de excavación distinto en Palaeocastor en contraste con los castores modernos. Estos roedores excavaban sus madrigueras con sus dientes incisivos, no con sus garras.